# Cylindraspis inepta
Cylindraspis inepta — вимерлий вид суходільних черепах. Ендемік острова Маврикій. Останні відомості про цю черепаху датовані початком XVIII століття.

## Опис
Один із двох видів велетенських черепах, які були ендеміками Маврикія, цей вид спеціалізувався на живленні більш високими кущами та гілками дерев, що висять низько.
Цей вид, зокрема, ймовірно був предком всіх інших чотирьох видів роду Cylindraspis, і, його випадково віднесло на довколишні острови Реюньйон та Родрігес. Назва виду inepta походить через його можливої схильності падати в океан.

## Винищення

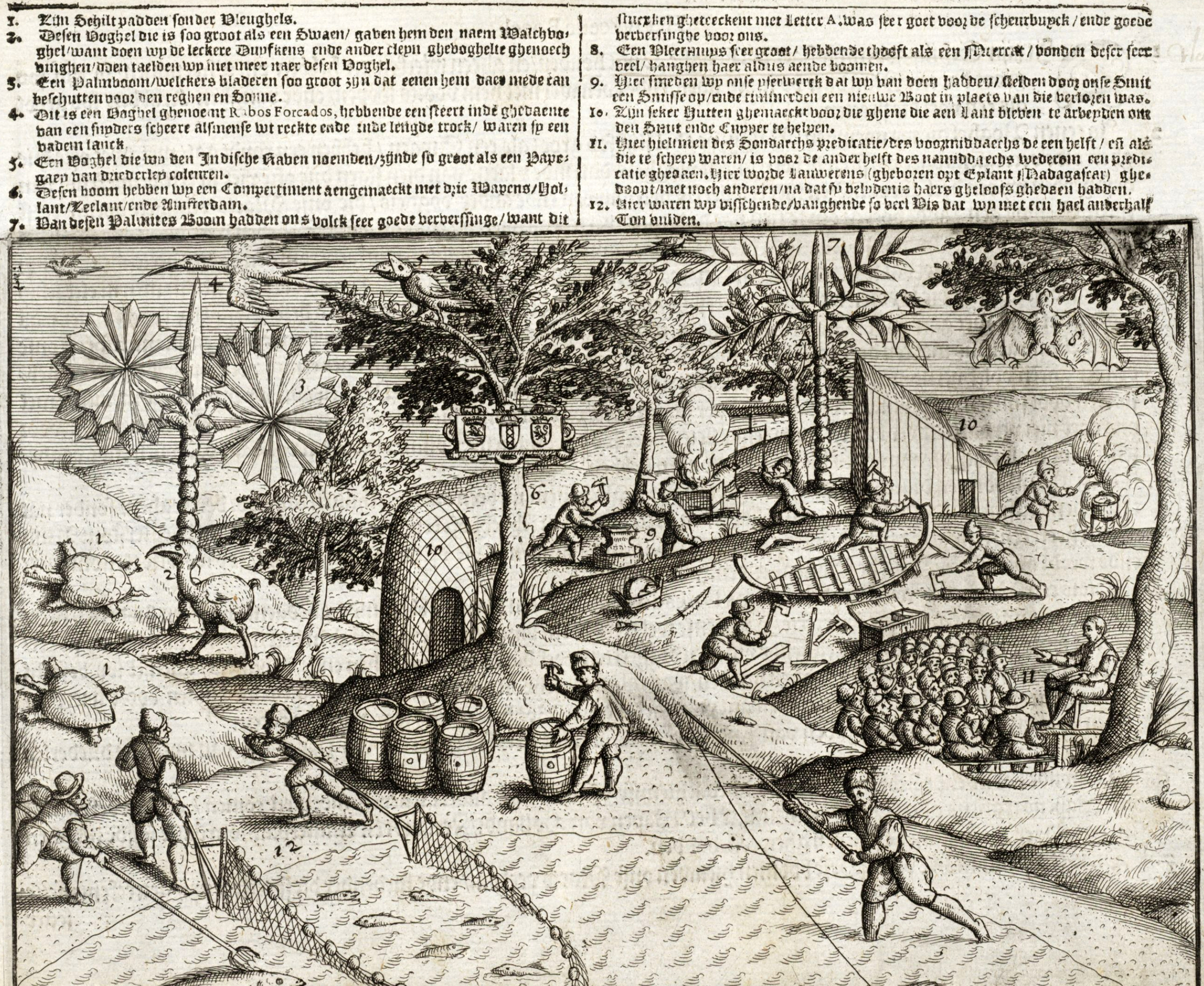
Гравюра 1601 року зображує два види Маскаренських черепах, крайні зліва

Цей вид був раніше поширений по всій Маврикії — як на головному острові, так і на всіх навколишніх островах. Оскільки Маврикій був першим із островів Маскаренських островів, де почали селитися люди, він першим зазнав винищення своєї біорізноманітності, включаючи черепах. Черепахи, як і багато острівних видів, за повідомленнями, були доброзичливі, цікаві й не боялися людей.
Із приходом голландців багато черепах обох видів були вбиті на їжу (для людей або свиней) або спалені заради жиру і олії.
Крім того, вони ввели чужорідні інвазивні види, таких як пацюки, кішки і свині, які з'їдали яйця і молодь черепах.
Ймовірно, що вид зник на острові Маврикій приблизно 1700 року, а на більшості навколишніх островів до 1735 року.

### Острів Раунд
Звіт Ллойда за 1846 рік стверджує, що принаймні один із двох видів Маскаренських черепах міг вижити на острові Раунд (на північ від Маврикія).
Експедиція Ллойда 1844 року виявила кілька велетенських черепах, які вижили на острові Раунд, а один із дослідників, Корбі, «спіймав самицю сухопутної черепахи в одній із печер острова Раунд і привіз її на Маврикій, де вона привела численне потомство, яке він роздав своїм знайомим».
І хоча представники приплоду 1845 року гіпотетично могли дожити до XXI століття, невідомо, що сталося із цим потомством, а на острові Раунд незабаром з'явилися кози та кролі, що призвело до повного знищення черепах і там.